# Hryniawa (gmina)
Hryniawa – dawna gmina wiejska w powiecie kosowskim województwa stanisławowskiego II Rzeczypospolitej. Jej siedzibą była wieś Hryniawa. Najdalej na południe wysunięta gmina międzywojennej Polski.
Gminę o powierzchni 447,71 km² utworzono 1 sierpnia 1934, zgodnie z ustawą scaleniową i na mocy rozporządzenia Ministra Spraw Wewnętrznych z dnia 21 lipca 1934 r. o podziale powiatu kosowskiego w województwie stanisławowskiem na gminy wiejskie, z dotychczasowych gmin wiejskich: Fereskula, Hryniawa, Jabłonica i Polanki, które od tego dnia stały się gromadami, czyli jednostkami pomocniczymi nowo utworzonej gminy. W gminie znajdowało się 1292 budynków mieszkalnych.
Po II wojnie światowej obszar gminy został odłączony od Polski i włączony do Ukraińskiej SRR.